# PayPal Mafia
La "Mafia de PayPal" es un término que se utiliza para indicar un grupo de antiguos trabajadores y fundadores de PayPal, que posteriormente han fundado o trabajado en otras compañías tecnológicas. La mayoría de los miembros estudiaron en Universidad de Stanford o Universidad de Illinois en Urbana–Champaign en algún punto en sus estudios. Seis miembros, Peter Thiel, Elon Musk, Reid Hoffman, Luke Nosek, Ken Howery, y Keith Rabois, han terminado siendo multimillonarios.

## Historia
Originalmente, PayPal era un servicio de transferencia de dinero ofrecido por una compañía llamada Confinity, que terminó siendo adquirida por X.com en 1999.
Más tarde, X.com fue renombrado a PayPal y comprada por eBay en 2002. Los empleados originales de PayPal tuvieron problemas para ajustarse al funcionamiento más "tradicional" de eBay y en menos de 4 años, 12 de los primeros 50 empleados se habían ido. Estos siguieron en contacto entre ellos por motivos tanto personales como de negocios y un buen número de ellos trabajaron de forma conjunta para crear nuevas empresas en los subsiguientes años. Este grupo fue tan prolífico que se acuñó el término PayPal Mafia. El término obtuvo una mayor exposición cuando un artículo de 2007 de la revista Fortune lo usó en su titular junto con una foto dichos empleados vistiendo un atuendo de estilo mafioso.

## Legado
A dicho grupo se le acredita inspirar el resurgimiento de las compañías de internet después de la burbuja de las punto com de 2001. El fenómeno de la PayPal Mafia ha sido comparado con el de la creación de Intel en 1960 por ingenieros que anteriormente habían fundado FairChild Semiconductor después de dejar Shockley Semiconductor. Se habla sobre ellos en el libro Once You're Lucky, Twice You're Good de la periodista Sarah Lacy. Según Lacy, el proceso de selección y el aprendizaje técnico en PayPal fueron uno de los factores pero el principal motivo detrás de su posterior éxito fue la confianza que ganaron allí.
Su éxito ha sido atribuido a la cultura y la infraestructura económica de Silicon Valley y la diversidad de sus habilidades. Los fundadores de PayPal procuraban que sus empleados crearan fuertes lazos entre ellos y muchos de estos siguieron apoyándose tras dejar PayPal.
Un ambiente altamente competitivo y el sufrimiento compartido para mantener la compañía a flote pese a  múltiples problemas que tuvieron también contribuyó a crear una fuerte y larga camaradería entre dichos empleados.

## Miembros
Las personas a las que los medios se refieren como a la PayPal Mafia incluyen:
- Peter Thiel,  Fundador de PayPal y CEO, a veces se refieren a él como el "don" de la PayPal Mafia[5]
- Max Levchin, Fundador y CTO en PayPal,  a veces llamado el "consigliere" de la PayPal Mafia[4][11]
- Elon Musk, comprador de X.com (anteriormente Twitter) la cual adquirió la compañía Confinity. más tarde cofundó Tesla, SpaceX, Neuralink, OpenAI, The Boring Company, y es el presidente de SolarCity[3][7][12]
- David O. Sacos, antiguo COO de PayPal, quién más tarde fundó Geni.com y Yammer[3]
- Scott Banister, antiguo CTO de Ironport y miembro del consejo de PayPal[13]
- Roelof Botha, antiguo CFO de PayPal, quién más tarde se unió a Secuoia Capital[14]
- Steve Chen, antiguo ingeniero de PayPal, quién cofundó YouTube.[15]
- David Gausebeck, antiguo Technical Architect de PayPal, cocreador del test de Gausebeck-Levchin, cofundador de Matterport Inc., una compañía de modelador 3d digital.[16]
- Reid Hoffman, antiguo vicepresidente ejecutivo, quién luego fundó Linkedin e invirtió en los inicios de Facebook, Aviary, Friendster, Seis Aparte, Zynga, IronPort, Flickr, Digg, Grockit, Ping.fm, Nanosolar, Care.com, Knewton, Kongregate, Last.fm, Ning, y Technorati[3][17][18][19]
- Ken Howery, antiguo CFO de PayPal, quién luego se unió a Founders Fund.[20]
- Chad Hurley, antiguo diseñdor web de PayPal, quién cofundó YouTube[7]
- Eric M. Jackson, escribió el libro The PayPal Wars y fue CEO de WND Books y cofundó CapLinked.[21]
- Jawed Karim, antiguo ingeniero de PayPal y cofundador de YouTube.[14]
- Rod D. Martin, consejero de Peter Thiel y propietario de 10X Capital, la cual se hizo con Galectin Therapeutics en 2009 y también fundó Advanced Search Laboratories en 2012.[22]
- Dave McClure, antiguo director de marketing de PayPal, un super inversor de ángel de startups y fundador de 500 Startups cuál ha realizado más de 500 inversiones.[23][24]
- Andrew McCormack, cofundador de Valar Ventures[25][14]
- Luke Nosek, cofundador de PayPal y antiguo vicepresidente de marketing y estrategia, se unió a  Founders Fund junto con Peter Thiel y Ken Howery[26]
- Jason Portnoy, antiguo vicepresidente de análisis y planificación financiera quién más tarde fue CFO en la compañía de Peter Thiel Clarium Capital, CFO en Palantir Tecnologies, y fundador socio en Substraction Capital.
- Keith Rabois, antiguo ejecutivo de PayPal quién más tarde trabajó en Linkedin, Slide, Square, y actualmente Khosla Ventures, e invirtió personalmente en Tokbox, Xoom, Slide, Linkedin, Geni, Room 9 Entertainment, YouTube y Yelp.[14]
- Jack Selby, antiguo vicepresidente de desarrollo corporativo e internacional en PayPal quién cofundó Clarium Capital con Peter Thiel, para más tarde ser director gestor de Grandmaster Capital Management.[27]
- Premal Shah, antiguo director de producto en PayPal, pasó a ser fundador presidente de Kiva.org.[4]
- Russel Simmons, antiguo ingeniero de PayPal quién cofundó Yelp Inc.[14]
- Jeremy Stoppelman, antiguo vicepresidente de tecnología en PayPal quién más tarde cofundó Yelp, Inc.[3][5][6][28][29]
- Yishan Wong, antiguo director de ingeniería en PayPal, más tarde trabajó en Facebook y pasó a ser CEO de Reddit.[30]